# 黑龙江齐鹤大地足球俱乐部
黑龙江齐鹤大地足球俱乐部是中国歷史上的一支业余足球俱乐部，该俱樂部主場位于黑龙江省齐齐哈尔市。

## 历史
該俱樂部成立於2008年，當時名為齐齐哈尔北狼足球队，并在当届齐齐哈尔业余足球联赛中夺得冠军。2013年3月18日，齐齐哈尔中建商砼有限公司入主齐齐哈尔北狼足球队，同時俱樂部更名齐齐哈尔中建商砼足球俱乐部，并首次参加中国足球业余联赛。
2016年9月，齐齐哈尔中建商砼足球队代表齐齐哈尔市参加黑龙江省城市冠军杯的比赛并夺得冠军。2017年，該俱樂部获得2017年中国足球协会业余联赛季军，不過因为股权转让问题没有进入中乙。2018年，該俱樂部打进中冠总决赛。
2018年4月24日，球队更名为黑龙江齐鹤大地足球俱乐部，並參加2018年中国足球协会会员协会冠军联赛，最終排名12。後來黑龙江齐鹤大地又曝出欠薪问题。2019年1月，該球隊宣布退出职业联赛。不久球隊解散。